# Hans-Gerrit von Stockhausen
Hans-Gerrit von Stockhausen (* 11. August 1907 in Kassel; † 15. Januar 1943 in Berlin) war deutscher Marineoffizier in der Zeit des Zweiten Weltkrieges.

## Leben
Hans-Gerrit von Stockhausen aus dem thüringischen Adelsgeschlecht Stockhausen trat 1926 in die Reichsmarine ein. Er absolvierte die Grundausbildung, besuchte verschiedene Lehrgänge und machte praktische Borderfahrungen. Vom 30. November 1935 bis zum 30. September 1937 war er Kommandant des U-Boots U 13. Ab Februar 1938 diente er im Stab des FdU bzw. ab 19. September 1939 des BdU.
Am 15. Februar 1940 wurde er Kommandant des neuen Boots U 65. Mit diesem unternahm er vom April 1940 bis Januar 1941 mehrere Feindfahrten, auf denen er etwa 100.000 BRT alliierten Schiffsraum versenkte. Dazu gehörte der französische Truppentransporter Champlain mit 28.124 BRT am 21. Juni 1940, der durch einen Minentreffer schon schwer beschädigt worden war.
Am 19. April 1940 schlug ein Angriff auf den britischen Kreuzer Enterprise durch einen Versager des Magnetzünders am Torpedo fehl.
Stockhausen wurde am 1. November 1940 zum Korvettenkapitän befördert und nach Abschluss seiner letzten Feindfahrt vom 10. November 1940 bis zum 2. Januar 1941, auf der er acht Schiffe mit 47.785 BRT versenkte, am 14. Januar 1941 mit dem Ritterkreuz des Eisernen Kreuzes ausgezeichnet.
Sein U-Boot gab er im März 1941 an Kapitänleutnant Joachim Hoppe ab; es wurde am 28. April 1941 südöstlich von Island durch Wasserbomben des britischen Flottillenführers Douglas mit seiner gesamten Besatzung versenkt.
Stockhausen diente dann wieder kurze Zeit im Stab des BdU, und ab 15. April 1941 war er Chef der 26. U-Flottille.
Er verunglückte in Berlin am 15. Januar 1943 bei einem Verkehrsunfall tödlich.

## Auszeichnungen
- Eisernes Kreuz (1939) II. und I. Klasse
- U-Boot-Kriegsabzeichen (1939)
- Ritterkreuz des Eisernen Kreuzes am 14. Januar 1941[1]